# 6147 Штрауб
6147 Штра́уб (6147 Straub) — астероїд головного поясу, відкритий 17 жовтня 1977 року.
Тіссеранів параметр щодо Юпітера — 3,347.